# Tibesti
Tibesti (Tibasti, Tibisti) – wulkaniczny, najwyższy na Saharze masyw górski. Jego przeważająca część znajduje się na północy terytorium Czadu, pozostała – na południu Libii.
Najwyższym szczytem Tibesti jest wygasły wulkan Emi Kussi (3415 m n.p.m.).
Góry Tibesti znane są z malowideł naskalnych datowanych od piątego do trzeciego tysiąclecia p.n.e., gejzerów oraz gorących źródeł.